# Sphenolobus cavifolius
Sphenolobus cavifolius là một loài rêu trong họ Anastrophyllaceae. Loài này được H. Buch & S.W. Arnell K. Müller mô tả khoa học đầu tiên năm 1954.